# 十和田ラジオ中継局
十和田ラジオ中継局（とわだラジオちゅうけいきょく）は、青森県十和田市にあるラジオ中継局である。

## 概要
- 1989年（平成元年）2月1日開局。
- 当中継局には、NHK青森放送局ラジオ第1放送と青森放送ラジオ（RAB）の中継局が置かれ、十和田市内や上北郡七戸町（天間舘地区の一部を除く[1]）などへ電波を発射している。
- RABの中継局は八戸中継局と同一周波数で放送されており、地域ごとの番組やコマーシャルを放送する時間帯（ローカルタイム&ローカルSB枠）は八戸中継局から電波を受けている（radiko・radikoプレミアムでは青森親局の内容を配信しているため、当地域のみで放送の番組はradikoでは聴取不可だったが、2017年4月の改編でこれらの番組が青森県全域で放送されるようになったため、この事象は解消されている。）。

## 中継局送信施設概要
| 放送局名              | 周波数  | 出力 | 放送対象地域 | 放送区域内世帯数 | 送信所置局住所           |
| --------------------- | ------- | ---- | ------------ | ---------------- | ------------------------ |
| NHK青森 ラジオ第1放送 | 1161kHz | 100W | 青森県       | 約6万世帯        | 十和田市東十六番町41番地 |
| RAB青森放送           | 1485kHz | 100W | 青森県       | 約6万世帯        | 十和田市東十六番町41番地 |